# PS Близнецов
PS Близнецов (лат. PS Geminorum, HD 52961) — двойная звезда в созвездии Близнецов на расстоянии приблизительно 6 849 световых лет (около 2 100 парсек) от Солнца. Видимая звёздная величина звезды — от +7,58m до +7,24m. Орбитальный период — около 1288,6 суток (3,528 года).
Открыта Кристоффелем Валкеном и др. в 1990 году**.

## Характеристики
Первый компонент — жёлто-белый сверхгигант, пульсирующая полуправильная переменная звезда типа SRD (SRD) или переменная звезда типа RV Тельца (RV)* спектрального класса A0*, или F6I. Масса — около 6,49 солнечных, радиус — около 107,722 солнечных, светимость — около 8100 солнечных. Эффективная температура — около 6073 К.
Второй компонент. Масса — около 1164,43 юпитерианских (1,1116 солнечной). Удалён в среднем на 2,79 а.е..